# 라우피
라우피(Laufey)는 마블 코믹스가 발행하는 만화책의 빌런으로, 스탠 리와 잭 커비가 만들었다. 토르의 아버지 오딘의 적으로 대부분 인식되는 등장인물이다. 노르드 신화의 여신 라우페위를 모티브로 하고 있다. 2011년 공개된 영화 《토르: 천둥의 신》에서는 콜름 피오가 연기했다.